# Sheer Heart Attack
Sheer Heart Attack er det britiske rockband Queens tredje studiealbum, udgivet 8. november 1974. 
På albummet findes Queens hitsingle "Killer Queen", der førte gruppen til deres internationale gennembrud. 
Pladen indeholder Queens velkendte hårde rock ("Brighton Rock", "Tenement Funster", "Flick of the Wrist", "Now I'm Here") og ballader ("Dear Friends", "Lily of the Valley", "She Makes Me", "In the Lap of the Gods... Revisited"). Men pladen indeholder også blødere musik, som "Misfire" og "Bring Back That Leroy Brown", samt ovennævnte "Killer Queen". Det mere progresive står "In the Lap of the Gods" for. 
Sangen "Stone Cold Crazy" er en metal-klassiker, og anses for at være en af de allerførste speed metal-sange. Metallica lavede i 1990 en cover-version af sangen og vandt en Grammy for det.

## Nummerliste

### Side A
1. "Brighton Rock" (Brian May) – 5:08
2. "Killer Queen" (Freddie Mercury) – 2:57 ¹
3. "Tenement Funster" (Roger Taylor) – 2:48
4. "Flick of the Wrist" (Freddie Mercury) – 3:46 ¹
5. "Lily of the Valley" (Freddie Mercury) – 1:43
6. "Now I'm Here" (Brian May) – 4:10 ¹

### Side B
1. "In the Lap of the Gods" (Freddie Mercury) – 3:20
2. "Stone Cold Crazy" (John Deacon/Brian May/Freddie Mercury/Roger Taylor) – 2:12
3. "Dear Friends" (Brian May) – 1:07
4. "Misfire" (Deacon) – 1:50
5. "Bring Back That Leroy Brown" (Freddie Mercury) – 2:13
6. "She Makes Me (Stormtrooper in Stilettoes)" (Brian May) – 4:08
7. "In the Lap of the Gods Revisited" (Freddie Mercury) – 3:42

### Hitlister
| Land           | Hitliste          | Hitliste | Salg        | Salg      |
|                | Højeste placering | Uger     | Guld/platin |           |
| -------------- | ----------------- | -------- | ----------- | --------- |
| Storbritannien | 2                 | 42       | Platin      | 700.000   |
| USA            | 12                | 32       | Platin      | 1.000.000 |
| Holland        | 6                 |          | Platin      | 60.000    |
| Norge          | 9                 |          |             |           |
| Japan          | 23                |          | Guld        | 150.000   |